# New Boston-Morea
New Boston-Morea és una concentració de població designada pel cens dels Estats Units a l'estat de Pennsilvània. Segons el cens del 2000 tenia 441 habitants.

## Demografia
Segons el cens del 2000, New Boston-Morea tenia 441 habitants, 177 habitatges, i 124 famílies. La densitat de població era de 405,4 habitants per quilòmetre quadrat.
Dels 177 habitatges en un 26% hi vivien nens de menys de 18 anys, en un 55,4% hi vivien parelles casades, en un 8,5% dones solteres, i en un 29,4% no eren unitats familiars. En el 26,6% dels habitatges hi vivien persones soles el 13% de les quals corresponia a persones de 65 anys o més que vivien soles. El nombre mitjà de persones vivint en cada habitatge era de 2,49 i el nombre mitjà de persones que vivien en cada família era de 3,02.
Per edats la població es repartia de la següent manera: un 20,9% tenia menys de 18 anys, un 7,5% entre 18 i 24, un 27% entre 25 i 44, un 26,3% de 45 a 60 i un 18,4% 65 anys o més.
L'edat mediana era de 40 anys. Per cada 100 dones de 18 o més anys hi havia 105,3 homes.
La renda mediana per habitatge era de 32.054 $ i la renda mediana per família de 38.462 $. Els homes tenien una renda mediana de 26.818 $ mentre que les dones 21.250 $. La renda per capita de la població era de 15.243 $. Entorn del 7,3% de les famílies i el 9,9% de la població estaven per davall del llindar de pobresa.

## Poblacions més properes
El següent diagrama mostra les poblacions més properes.